# Ministério Federal das Finanças da Alemanha

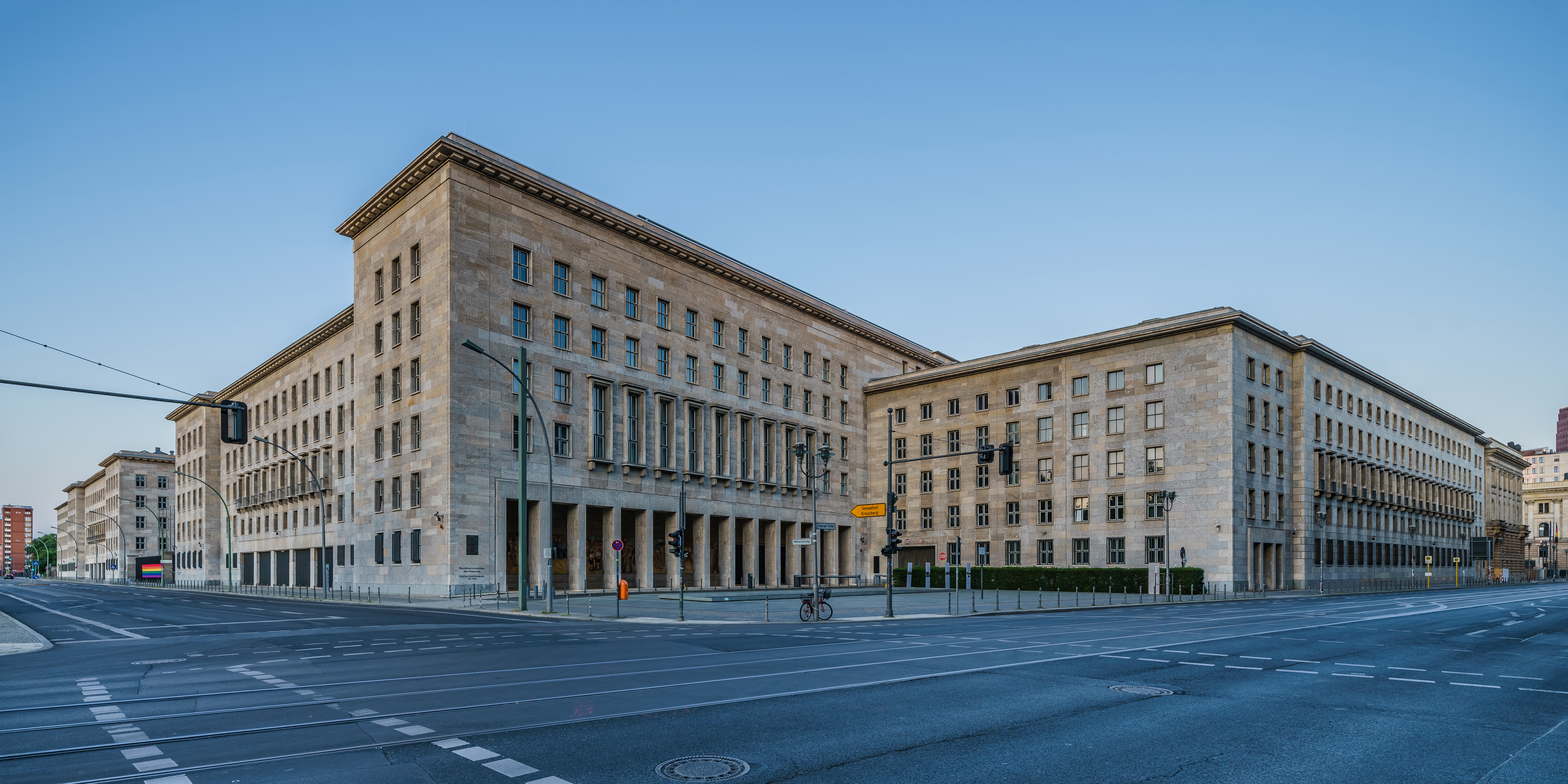
O Detlev-Rohwedder-Haus, o ex-Reichsluftfahrtministerium, agora Ministério Federal das Finanças em Berlim.

O Ministério Federal das Finanças (em alemão: Bundesministerium der Finanzen, abreviado BMF) é o ministério responsável pela gestão do orçamento do Estado alemão.
A sede principal deste ministério está localizado no Detlev-Rohwedder-Haus em Berlim. Esse prédio era o antigo Ministério da Aviação do Reich (Reichsluftfahrtministerium) durante o período da Alemanha Nazista. Foi construído entre 1935 e 1936 e era o maior edifício de escritórios de toda a Europa na época. O ministério era dirigido por Hermann Göring, responsável pelo desenvolvimento e produção de aeronaves para a Força Aérea Alemã (a Luftwaffe).
Esse foi um dos poucos edifícios que sobreviveram aos bombardeios aéreos dos aliados em Berlim. Após o final da Segunda Guerra Mundial, o edifício passou a desempenhar o papel de Casa dos Ministérios da República Democrática Alemã (RDA). Desde 1999, após a reunificação, ele é a sede do Ministério das Finanças da Alemanha.
O Ministro Federal das Finanças atual é Katherina Reiche.